# Willi Eiermann
Willi Eiermann (* 8. Juni 1925 in Pfungstadt; † 15. Januar 2002 in Kassel) war ein deutscher Politiker (SPD). Von 1981 bis 1991 war er Landrat des Landkreises Kassel.

## Leben
Eiermann besuchte die Volksschule in Pfungstadt, die Handelsschule in Darmstadt und die Reichsfinanzschule in Meersburg.
Im Jahr 1942 wurde er zum Arbeitsdienst eingezogen. Während des Zweiten Weltkriegs war er Soldat und geriet in Kriegsgefangenschaft. Nach der Heimkehr wurde er Stadtkassen-Leiter. Im Jahr 1956 wurde er in den Darmstädter Kreistag gewählt. Im Jahr 1961 zog er nach Nordhessen. Ab 1964 war er Vorsitzender der Gemeindevertretung von Niedervellmar, seinem damaligen Wohnort.
Im Jahr 1970 wurde er Mitglied des Kreistags des Landkreises Kassel und war Vorsitzender der SPD-Fraktion. Eiermann war zunächst Personaldezernent, später hauptamtlicher Erster Beigeordneter des Landeswohlfahrtsverbandes Hessen. Von 7. Februar 1981 bis 30. Juni 1991 war er Landrat des Landkreises Kassel.

## Ehrungen
- 1981: Verdienstkreuz am Bande der Bundesrepublik Deutschland
- 1990: Verdienstkreuz 1. Klasse der Bundesrepublik Deutschland
- 1991: Hessischer Verdienstorden